# Salacia pallescens
Salacia pallescens är en benvedsväxtart som beskrevs av Oliver. Salacia pallescens ingår i släktet Salacia och familjen Celastraceae. Inga underarter finns listade.